# Trudy (Sarny)
Trudy (ukrainisch Труди; russisch Труды, polnisch Trudy) ist ein Dorf in der westukrainischen Oblast Riwne mit etwa 170 Einwohnern. Es liegt nordwestlich der Siedlung städtischen Typs Stepan, zu deren Siedlungsgemeinde es verwaltungstechnisch zugeordnet ist.

## Geschichte
Der Ort entstand Anfang des 20. Jahrhunderts und wurde 1914 offiziell als Teil des Gouvernement Wolhynien im Russischen Reich gegründet.
Nach dem Ende des Ersten Weltkrieges wurde der Ort ein Teil der Zweiten Polnischen Republik (Woiwodschaft Wolhynien, Powiat Kostopol (ab 1925)/Powiat Równe (bis 1925), Gmina Stepań), nach dem Ausbruch des Zweiten Weltkrieges wurde das Gebiet durch die Sowjetunion und ab 1941 durch Deutschland besetzt, 1945 kam es endgültig zur Sowjetunion und wurde in die Ukrainische SSR eingegliedert, seit 1991 ist Trudy ein Teil der heutigen Ukraine.